# St. Tammany megye
Saint Tammany megye az Amerikai Egyesült Államokban, azon belül Louisiana államban található. Megyeszékhelye Covington, legnagyobb városa Slidell. Lakosainak száma 264 570 fő (2020. április 1.). St. Tammany megye Washington, Pearl River, Hancock, Jefferson, Tangipahoa és Orleans megyékkel határos.

## Népesség
A megye népességének változása:
| Lakosok száma | 234 581 | 236 830 | 239 193 | 242 333 | 250 088 | 264 570 |
|               | 2010    | 2011    | 2012    | 2013    | 2015    | 2020    |